# بيتر جاكسون (جغرافي)
بيتر جاكسون (بالإنجليزية: Peter Jackson)‏ هو جغرافي بريطاني، ولد في 22 يوليو 1955.